# Rose des vents (météorologie)
Pour les articles homonymes, voir Rose des vents (homonymie).

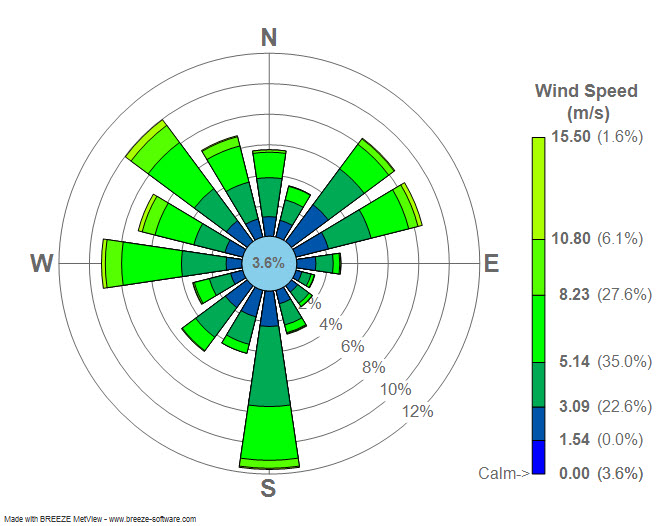
Rose des vents météorologique en 2008 de l'aéroport LaGuardia de New York (LGA), USA.

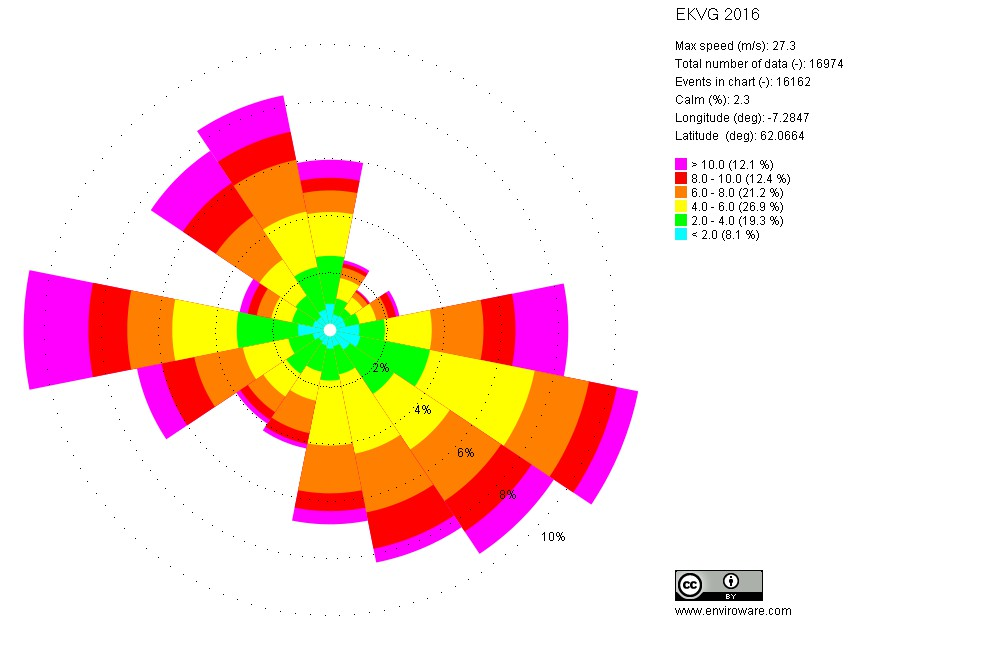
Rose des vents 2016 pour l'aéroport de Vágar EKVG aux Îles Féroé

En météorologie, une rose des vents est un diagramme multidirectionnel qui donne une vue synthétique de la répartition des fréquences de la vitesse et de la direction du vent sur une période donnée (exemples : 1 mois, une saison, 1 an, 10 ans) à un endroit particulier,. 
À l'aide d'un système de coordonnées polaires, les fréquences de direction du vent sont représentées par des longueurs, les différentes plages de vitesse du vent sont représentée par des bandes de couleur. La direction du rayon le plus long indique la direction du vent qui a la plus grande fréquence : c'est le vent dominant.
Historiquement, la rose des vents indique les points cardinaux que l'on trouve sur les cartes marines, car il n'y avait alors aucune distinction entre une direction cardinale et le vent qui soufflait dans cette direction. 
La rose des vents est une donnée importante d'aérologie dans les aéroports, par exemple pour orienter les pistes lors de leur construction. Elle peut aussi être utilisée comme outil d'analyse de la diffusion des pollutions atmosphériques.